# Perognathus parvus
Perognathus parvus là một loài động vật có vú trong họ Chuột kangaroo, bộ Gặm nhấm. Loài này được Peale mô tả năm 1848.